# Zbór Kościoła Ewangelicznych Chrześcijan w Nowogardzie
Zbór Kościoła Ewangelicznych Chrześcijan w Nowogardzie – ewangeliczna wspólnota chrześcijańska, należąca do Kościoła Ewangelicznych Chrześcijan, mająca siedzibę w Nowogardzie.

## Charakterystyka
Zbór w Nowogardzie jest częścią Kościoła Ewangelicznych Chrześcijan, należącego do rodziny wolnych kościołów protestanckich. 

## Działalność
Nabożeństwa odbywają się w każdą niedzielę o godzinie 10.00 i w środę o 17:00 w siedzibie Zboru przy ul. 700-Lecia 14. Charakteryzują się one prostą formą i składają się z kazań opartych na Biblii oraz wspólnego śpiewu i modlitwy. W czasie niedzielnych nabożeństw odbywają się zajęcia Szkoły Niedzielnej dla dzieci. Zbór prowadzi również spotkania studium biblijnego oraz angażuje się w działalność społeczną. Współpracuje z innymi kościołami i organizacjami o charakterze ewangelicznym.
Zbór prowadzi szeroko zakrojoną działalność charytatywną wśród mieszkańców miasta i gminy Nowogard. Poprzez Chrześcijańskie Centrum Pomocy dociera do rodzin ubogich i poszkodowanych przez los z żywnością, odzieżą i środkami higieny.